# اندیس آنومالی غرب کرفتو
آنومالی غرب کرفتو یک اندیس فلزی است که در حوالی شهر چاپان استان کردستان قرار دارد و مادهٔ معدنی موجود در آن، طلا است.سنگ میزبان این اندیس سنگ آهک است  